# 中貝宗治
中貝 宗治（なかがい むねはる、1954年（昭和29年）11月4日 - ）は、日本の政治家。兵庫県豊岡市出身。兵庫県職員、兵庫県議会議員を経て豊岡市長（5期）を務めた。山陰海岸ジオパーク推進協議会会長。

## 来歴
兵庫県豊岡市下宮で生まれる。豊岡南中学校・兵庫県立豊岡高等学校・京都大学法学部を卒業後、兵庫県庁に入庁し、兵庫県職員となり、兵庫県議会議員を3期務めたのち2001年に退職。 2000年には『鸛（こうのとり）飛ぶ夢』を執筆するなどコウノトリに懸ける思いは強く、2001年に市長に転進してからは、コウノトリの野生復帰をシンボルにしたまちづくりに取り組んでいる。「コウノトリも住める 豊かな自然環境や文化環境の創造は、人間にとってもすばらしいものに違いない」の信念のもと官民一体となった「コウノトリ育む農法（2003年）」、「子供野生復帰大作戦」、「豊岡市環境経済戦略（2005年）」など独自の政策を推進している。
2007年10月18日に総理大臣官邸において実施された第1回地方再生政策対話には地方の首長3名が選ばれ、その1人として豊岡市長が日本政府から指名を受けた。対談ではコウノトリ野生復帰事業を核とした地域活性化のあり方など、町村信孝官房長官、増田寛也総務大臣らと意見交換を行った。

## 経歴
- 1978年（昭和53年）3月 - 京都大学法学部卒業
- 1978年（昭和53年）4月 - 兵庫県庁に入庁
- 1985年（昭和60年）4月 - 大阪大学大学院経済学研究科に派遣
- 1987年（昭和62年）3月 - 大阪大学大学院経済学研究科経営学専攻前期課程修了
- 1990年（平成2年）12月 - 兵庫県庁を退職
- 1991年（平成3年）4月 - 兵庫県議会議員　当選
- 1995年（平成7年）6月 - 兵庫県議会議員（2期目）、文教常任委員長に就任
- 1999年（平成11年）6月 - 兵庫県議会議員（3期目）
- 1999年（平成11年）6月 - 総務常任委員長に就任
- 2000年（平成12年）4月 - 自民党県会議員団政務調査会長を就任
- 2001年（平成13年）6月 - 兵庫県議会議員を辞職
- 2001年（平成13年）7月 - 豊岡市長に就任
- 2005年（平成17年）3月 - 合併による新市設置のため豊岡市長を退任
- 2005年（平成17年）5月 - 新「豊岡市」市長に就任
- 2009年（平成21年）4月 - 豊岡市長、2期目就任
- 2013年（平成25年）4月21日 - 豊岡市長選挙に立候補し、3選を果たす[4]
- 2017年（平成29年）4月 - 豊岡市長選挙に立候補し無投票にて当選
- 2021年（令和3年）4月 25日- 豊岡市長選挙で元市議の関貫久仁郎に敗れ落選

## 著書
- 『鸛（こうのとり）飛ぶ夢』（2000年7月7日北星社）